# JAC X8

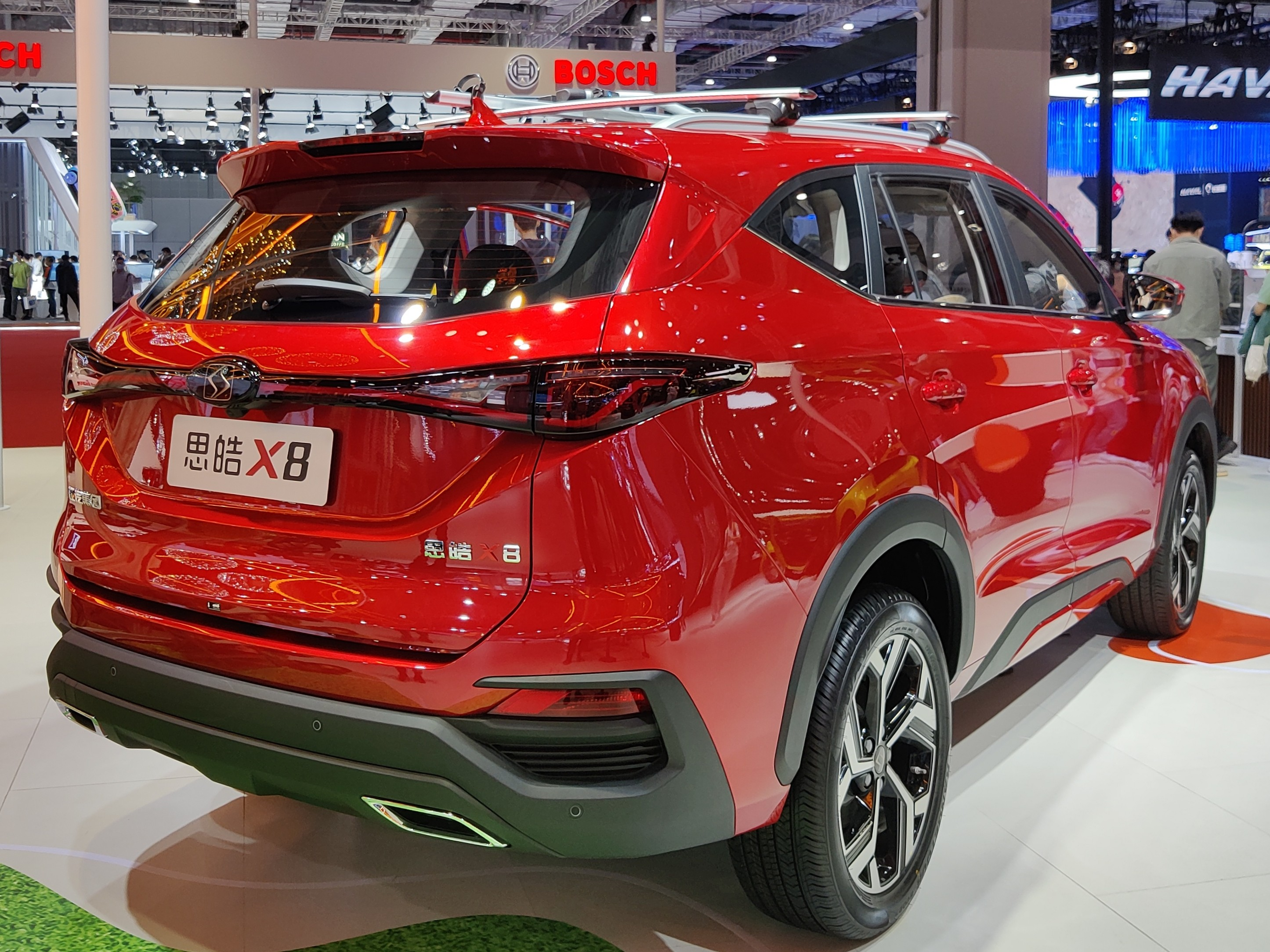
Heckansicht

Der JAC X8 ist das größte Sport Utility Vehicle des chinesischen Automobilherstellers JAC.

## Geschichte
Angekündigt wurde der X8 im Mai 2020. Offiziell vorgestellt wurde er im Juli 2020 auf der Chengdu Auto Show. Seit Oktober 2020 wird das fünf-, sechs- oder siebensitzige Fahrzeug auf dem chinesischen Heimatmarkt verkauft. Im Juli 2022 wurde der auf dem X8 basierende X8 Plus vorgestellt. Der EVO 7 von DR Automobiles basiert auf dem X8.

## Technische Daten
Angetrieben wird der Wagen von einem aufgeladenen 1,5-Liter-Vierzylindermotor mit 135 kW (184 PS). Serienmäßig hat er ein 6-Gang-Schaltgetriebe, gegen Aufpreis ist ein 6-Stufen-Doppelkupplungsgetriebe erhältlich.
|                                             | 1.5 TGDI                           |
| Bauzeitraum                                 | seit 07/2020                       |
| Motorkenndaten                              |                                    |
| Motortyp                                    | R4-Ottomotor                       |
| Hubraum                                     | 1499 cm³                           |
| max. Leistung bei min−1                     | 135 kW (184 PS) / 5500             |
| max. Drehmoment bei min−1                   | 300 Nm / 1800–3500                 |
| Kraftübertragung                            |                                    |
| Antrieb                                     | Vorderradantrieb                   |
| Getriebe, serienmäßig                       | 6-Gang-Schaltgetriebe              |
| Getriebe, optional                          | (6-Stufen-Doppelkupplungsgetriebe) |
| Messwerte                                   |                                    |
| Höchstgeschwindigkeit                       | 160 km/h (160 km/h)                |
| Beschleunigung, 0–100 km/h                  | k. A.                              |
| Kraftstoffverbrauch auf 100 km (kombiniert) | 7,4 l Super (8,1 l Super)          |
| Tankinhalt                                  | 58 l                               |
| Abgasnorm                                   | China VIb                          |